# Озио-Сопра
Озио-Сопра (итал. Osio Sopra) — коммуна в Италии, располагается в регионе Ломбардия, подчиняется административному центру Бергамо.
Население составляет 4650 человек, плотность населения составляет 804 чел./км². Занимает площадь 5 км². Почтовый индекс — 24040. Телефонный код — 035.
Покровителем коммуны почитается святитель Зенон Веронский, празднование 12 апреля.